# Бабенцев, Илья Семёнович
Илья Семёнович Бабенцев — советский хозяйственный, государственный и политический деятель, Герой Социалистического Труда.

## Биография
Родился 1 августа 1902 года в селе Несмеяновка Бузулукского уезда Самарской губернии, ныне Бузулукского района Оренбургской области в семье крестьянина. Русский.
Вскоре семья Бабенцевых переселилась в Кустанайскую область.
В 1924 году Илья Бабенцев вступил в комсомол, в 1927 году стал членом ВКП(б)/КПСС, работал в советских, кооперативных и профсоюзных органах Кустанайской области до 1936 года.
После окончания курсов марксизма-ленинизма в городе Алма-Ате с 1937 года работал вторым секретарём Уйгурского райкома компартии большевиков Казахстана (КП(б)К), а с 1938 года — первым секретарём Кугалинского райкома КП(б)К в Алма-Атинской области.
5 ноября 1940 года награждён орденом «Знак Почёта» «в связи с 20-летним юбилеем Казахской ССР, за достижения в развитии промышленности, сельского хозяйства, науки и искусства».
С 1941 года Илья Семёнович работал секретарём по кадрам Алма-Атинского обкома КП(б)К, с 1942 года — первым секретарём Копальского райкома КП(б)К, с 1944 года — председателем исполкома Талды-Курганского городского Совета депутатов трудящихся.
За досрочное выполнение государственных планов хлебопоставок в период Великой Отечественной войны И. С. Бабенцев 16 ноября 1945 года награждён орденом Отечественной войны 2-й степени.
В 1945 году И. С. Бабенцев избран первым секретарём райкома КП(б)К района имени 28 гвардейцев Талды-Курганской области.
В результате усиления партийной и агитационно-массовой работы, правильной расстановки партийно-комсомольских сил в колхозах и машинно-тракторных станциях (МТС), хорошей организации труда и проведения в жизнь комплекса агрозооветмероприятий, колхозы района добились значительных успехов в расширении посевных площадей, повышении урожайности сельскохозяйственных культур, росте общественного поголовья скота и в увеличении его продуктивности.
По итогам работы района в 1946 году Илья Семёнович был награждён орденом Ленина.
Особых успехов район добился в 1947 году. Указом Президиума Верховного Совета СССР от 28 марта 1948 года за получение высоких урожаев пшеницы, ржи, хлопка и сахарной свеклы в 1947 году Бабенцеву Илье Семёновичу, обеспечившему своей работой перевыполнение в целом по району планового сбора урожая пшеницы, присвоено звание Героя Социалистического Труда с вручением ордена Ленина и золотой медали «Серп и Молот». В последующие годы Гвардейский район продолжал быть в числе лидеров по производству сельскохозяйственной продукции среди районов Талды- Курганской области.
В 1955 году Илья Семёнович в числе тридцатитысячников был направлен в Восточно-Казахстанскую область и возглавил отстающий колхоз имени Суворова Зыряновского района.
В 1960 году вышел на пенсию, являлся внештатным корреспондентом общественной приёмной редакции газеты «Рудный Алтай» и инструктором Восточно-Казахстанского обкома партии.
Избирался депутатом Верховного Совета Казахской ССР и Талды-Курганского городского Совета депутатов трудящихся.
Последние годы И. С. Бабенцев проживал в городе Усть-Каменогорске Восточно-Казахстанской области.
Умер 24 июля 1984 года. Похоронен в Усть-Каменогорске.